# Deutsche Spar- und Kreditbank
Die Deutsche Spar- und Kreditbank AG (DSK Bank) war ein Bankhaus mit Sitz in München. Es wurde von Merck Finck & Co (75 %) und der Revisions- und Treuhand-Gesellschaft (25 %) 1965 gegründet. Das Bankhaus verfügte über 33 Filialen, vorwiegend im Raum München, Frankfurt am Main und Hamburg.

## Geschichte
Das Filialnetz im Raum Hamburg stammt aus der Übernahme der Waren-Kreditgesellschaft (WKB). 1968 wurden die Filialen in die neugegründete Nordbank AG ausgegliedert, an der die Neue Sparcasse von 1864 und die Deutsche Spar- und Kreditbank AG jeweils 50 Prozent hielten.
Für die Filialen im Raum Frankfurt wurde ebenfalls ein Partner gesucht. Dies führte zur Gründung der Bankenunion AG mit der Frankfurter Sparkasse (30 %), Württembergischen Landessparkasse (30 %), Deutschen Spar- und Kreditbank (30 %) und der Nordbank (10 %). Die neugegründete Bankenunion hatte ein Grundkapital von zehn Millionen DM. Mit dem Einstieg der Naspa reduzierte sich der Anteil auf 28,33 Prozent. Aufsichtsratsmitglied der DSK war ab 1981 Helmut Voigt, der ab 1977 Generalbevollmächtigter des Bankhauses Merck Finck & Co war.
Im September 1988 wurde die Niederlassung München der Edekabank übernommen.
Der Verkauf des Bankhauses Merck Finck & Co 1988 durch August von Finck an die britische Bank Barclays beinhaltete nicht die DSK Bank.
Gemeinsam mit der Allgemeinen Privatkundenbank AG übernahm die Berliner Bank 1993 die DSK Bank vom Alleingesellschafter August von Finck.
1995 übernahm die Berliner Bank von der Allgemeinen Privatkundenbank AG deren 60,78-prozentige Beteiligung. Dies erfolgte zur Vorbereitung der Fusion mit der Allgemeinen Privatkundenbank AG.

## Geschäftszahlen
Das Aktienkapital betrug 1967 fünf Millionen DM, die Rücklagen 500.000 DM und die Einlagen 54,2 Millionen DM.
Anfang von 1985 wurde das Grundkapital um drei Millionen DM auf 37,4 Millionen DM erhöht. Mit einer Steigerung der Bilanzsumme auf 821 Millionen DM konnte die positive Geschäftsentwicklung fortgesetzt werden. So konnten auch die Eigenmittel auf 34,1 Millionen DM, Vorjahr 31,9 Millionen DM, erhöht werden.
Die Bilanzsumme konnte 1986 um 15 % auf 944 Millionen DM ausgeweitet werden.
Das Überschreiten der Bilanzsummen-Milliarde konnte 1987 „gefeiert“ werden. Gegenüber 1986 konnte ein Zuwachs von 8,2 % auf 1,021 Milliarden DM erzielt werden.
Für das Geschäftsjahr 1988 konnte die DSK Bank eine Ausweitung der Bilanzsumme auf 1,29 Milliarden DM verkünden. Dies war ein Zuwachs von 12,2 % gegenüber 1987.
Die Bilanzsumme betrug 1989 1,29 Milliarden DM.
Eine Erhöhung des Eigenkapitals der Bank auf 81,3 Millionen DM und der Eigenmittel, durch Rückstellung von 3,3 Millionen DM des Jahresgewinns 1990, auf 64,8 Millionen DM sollten die zukünftige Expansion der Bank in die neuen Bundesländer absichern. Die Bilanzsumme stieg 1990 auf 1,52 Milliarden DM, ein Zuwachs von 12,7 Prozent gegenüber 1989.
Mit 350 Mitarbeitern erwirtschaftete die DSK Bank 1992 eine Bilanzsumme von 1,8 Milliarden DM.